# المرسوم 1775
المرسوم 1775 تم توقيعه في القانون البرازيلي من قبل الرئيس فيرناندو أنريك كاردوسو في 8 يناير 1996. غيّر المرسوم الخطوات التي كان مطلوبًا من فوناي اتباعها لترسيم حدود أراضي السكان الأصليين، مما يجعل العملية أكثر تعقيدًا ويسمح بمزيد من التدخل من المصالح التجارية. سُمح للأفراد أو الشركات من بداية عملية الترسيم حتى 90 يومًا بعد إصدار فوناي لتقريرهم لتقديم استئناف يوضح أن الأراضي المتنازع عليها لا تفي بمؤهلات أراضي السكان الأصليين كما هو منصوص عليه في الدستور. كما وضع المرسوم القرار النهائي في يد وزير العدل، مما ترك مصير أراضي السكان الأصليين عرضة لمختلف الأيديولوجيات السياسية. زعمت الحكومة أن السماح للناس بالتنازع على أراضي السكان الأصليين أثناء عملية الترسيم سيمنع أي تحديات مستقبلية للأراضي المكتملة على أساس عدم الدستورية. تم الطعن على المرسوم على نطاق واسع باعتباره انتهاكًا لحقوق السكان الأصليين، واكتسب لقب «مرسوم الإبادة الجماعية»، نظرًا للسلطة التي يمنحها للمصالح التجارية لاستغلال الأراضي الهندية. بحلول أبريل 1996 كانت فوناي قد تلقت أكثر من 500 نداء لأكثر من 40 إقليما للسكان الأصليين كانت في طور الترسيم. اتبعت فوناي الإجراءات وقدمت رأيها الرسمي إلى وزارة العدل رافضًا الطعون المقدمة ضد أراضي السكان الأصليين. وقف القاضي نيلسون جوبيم مع فوناي في جميع المناطق باستثناء ثماني مناطق، وأمر بإجراء مزيد من التحقيق.